# 1130 dans les croisades
Cette page regroupe les évènements concernant les Croisades qui sont survenus en 1130 : 
- février : Bohémond II, prince d'Antioche est tué près d'Anazarbus en Cilicie[1].
- mai : Pour assurer sa position de régente, Alix de Jérusalem, veuve de Bohémond II, prince d'Antioche, demande la protection de Zengi, mais son messager est intercepté par son père le roi Baudouin II de Jérusalem qui l'exile à Lattakié[2].
- 20 septembre : Foulque d'Anjou, héritier du roi de Jérusalem, intervient à Antioche pour régler la question de la régence au nom de la princesse Constance, fille de  Bohémond II, prince d'Antioche[1].